# 徐建群
徐建群（1965年—），女，汉族，四川仁寿人，中华人民共和国政治人物，曾任民建四川省乐山市委主委、乐山市副市长，第十二届全国人民代表大会四川地区代表。

## 生平
徐建群毕业于西南农业大学蚕桑系桑树病虫及防治专业。2008年，当选第十一届全国政协委员，代表中国民主建国会，分入第八组。2013年，担任全国人大代表。